# Nils-Udo

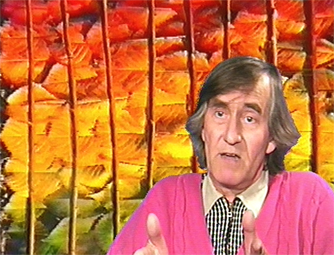
Portret Nils-Udo 1997

Nils-Udo (Lauf an der Pegnitz, 1937) is een Duitse schilder, fotograaf, beeldhouwer en installatiekunstenaar, die zich toelegt op land art-projecten.

## Leven en werk
Nils-Udo Haas werd geboren in de Beierse plaats Lauf (Middel-Franken) en woonde van 1950 tot 1960 in de stad Fürth. In 1960 vestigde hij zich in Parijs. Hij begon zijn loopbaan als kunstschilder en verwerkte reeds plantmateriaal in zijn werk. Na een verblijf van bijna 10 jaar in Parijs keerde Nils-Udo weer terug naar Beieren en vestigde zich in Opper-Beieren. In 1972 keerde hij zich af van zijn werk als schilder en ging als land art-kunstenaar verder.
Hij realiseerde land art-projecten in onder andere Frankrijk, Oostenrijk, Italië, Joegoslavië, Japan, India, Mexico, Israël, Namibië en Canada. Aangezien Nils-Udo veelvuldig werkt met plantmateriaal, waardoor de gecreëerde kunstwerken na verloop van tijd verloren gaan, fotografeert hij zijn werken. Sinds 1980 wordt Nils-Udo gevraagd voor stadsprojecten.
Nils-Udo leeft en werkt in Riedering (Opper-Beieren).

## Werken (selectie)
- 1978 Nest, Lüneburger Heide (verloren gegaan)
- 1982 Der Turm en Pappelturm (1983), beeldenroute Kunstwegen
- 1992 Hain - Romantische Landschaft, beeldenpark van het Ludwig Forum für Internationale Kunst in Aken[1]
- 1998 Novalis Hain - Die blaue Blume, beeldenroute Kunst am Campus van de Universität Augsburg in Augsburg
- 2001 Stein-Zeit-Mensch, Waldskulpturenweg - Wittgenstein - Sauerland bij Schmallenberg (Hochsauerlandkreis)
- 2002 Habitat, beeldenroute Kunstweg MenschenSpuren[2] in het Neanderthal (verloren gegaan)
- 2005 Das Nest, Bundesgartenschau 2005, München
- 2009 Land art-project in het Royal Botanical Garden Arboretum, Hamilton (Canada)
- 2010 Burgenland, tussen Schlosspark Herten en Landschaftspark Hoheward[3]

## Fotogalerij

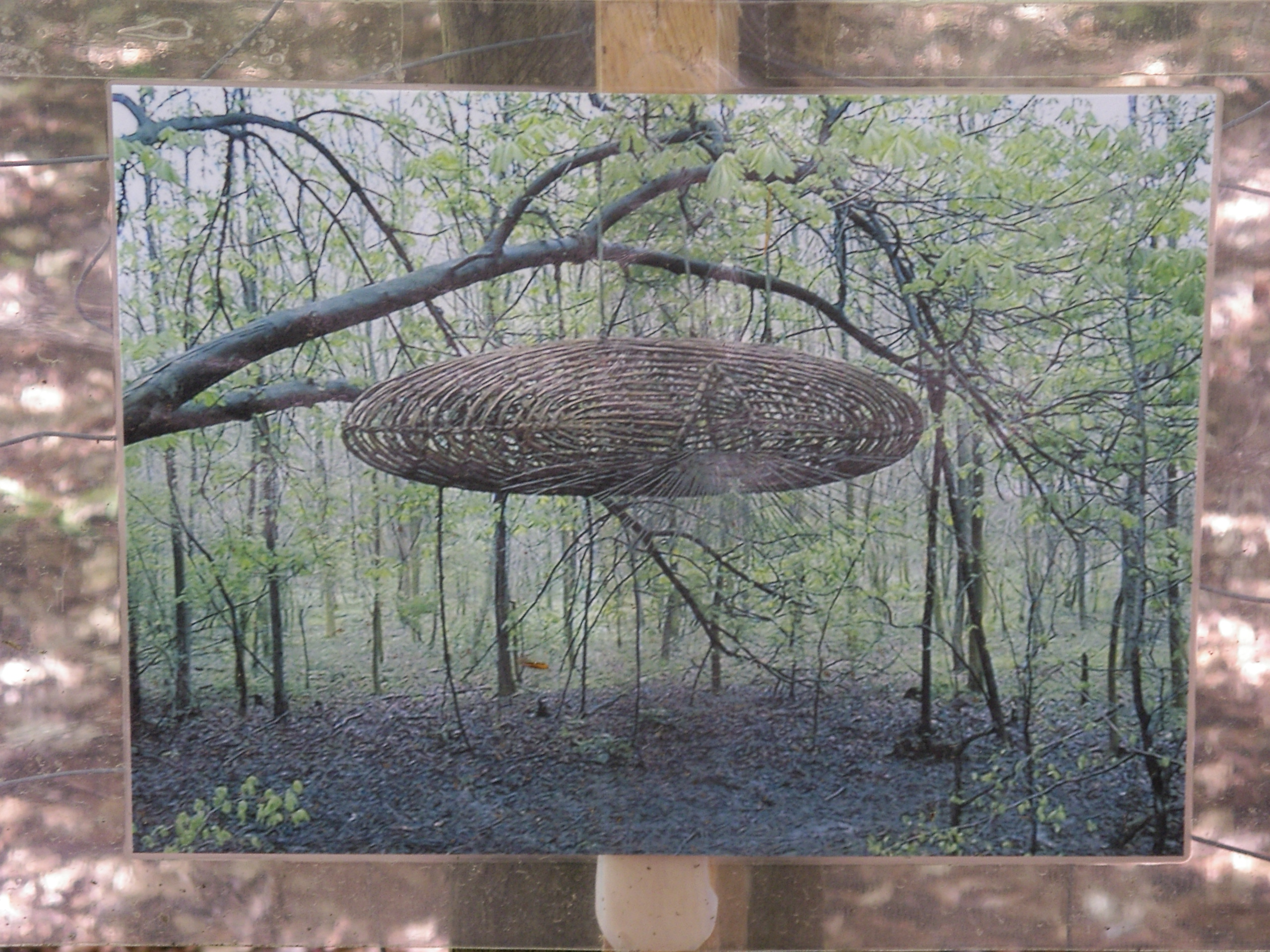
Habitat
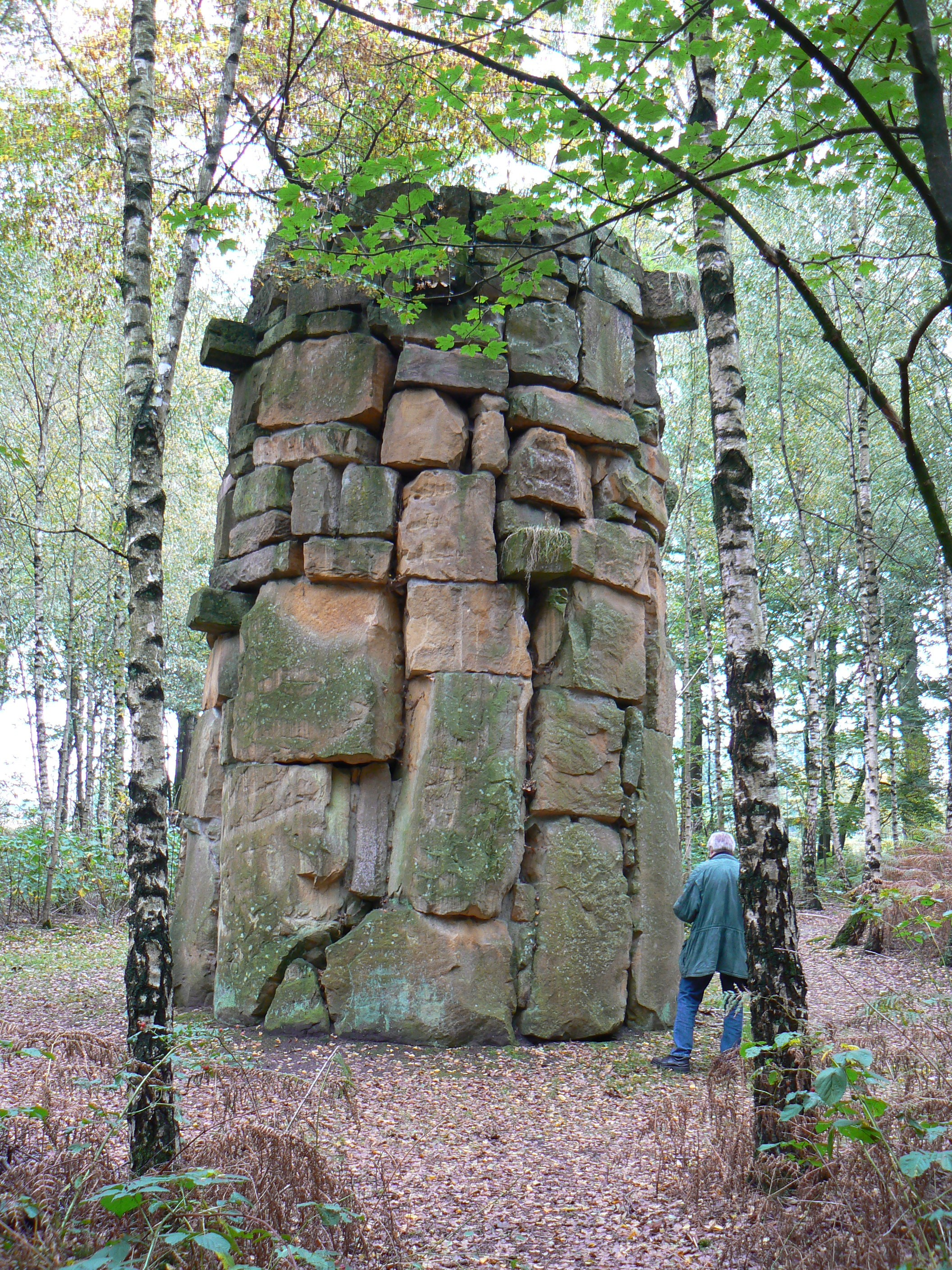
Der Turm
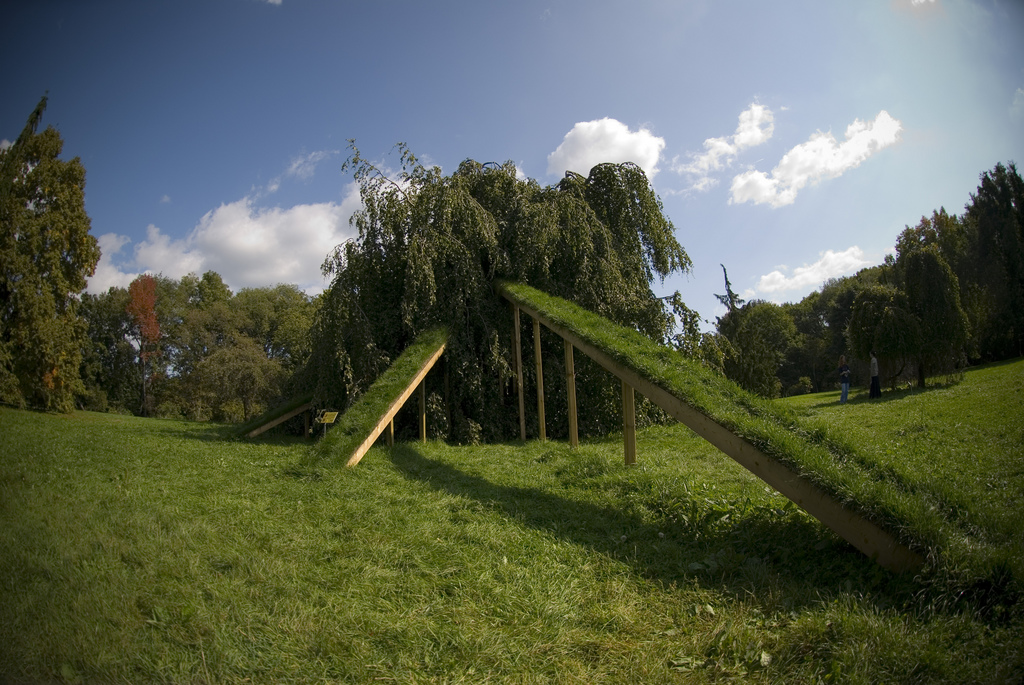
Land art-project in Hamilton
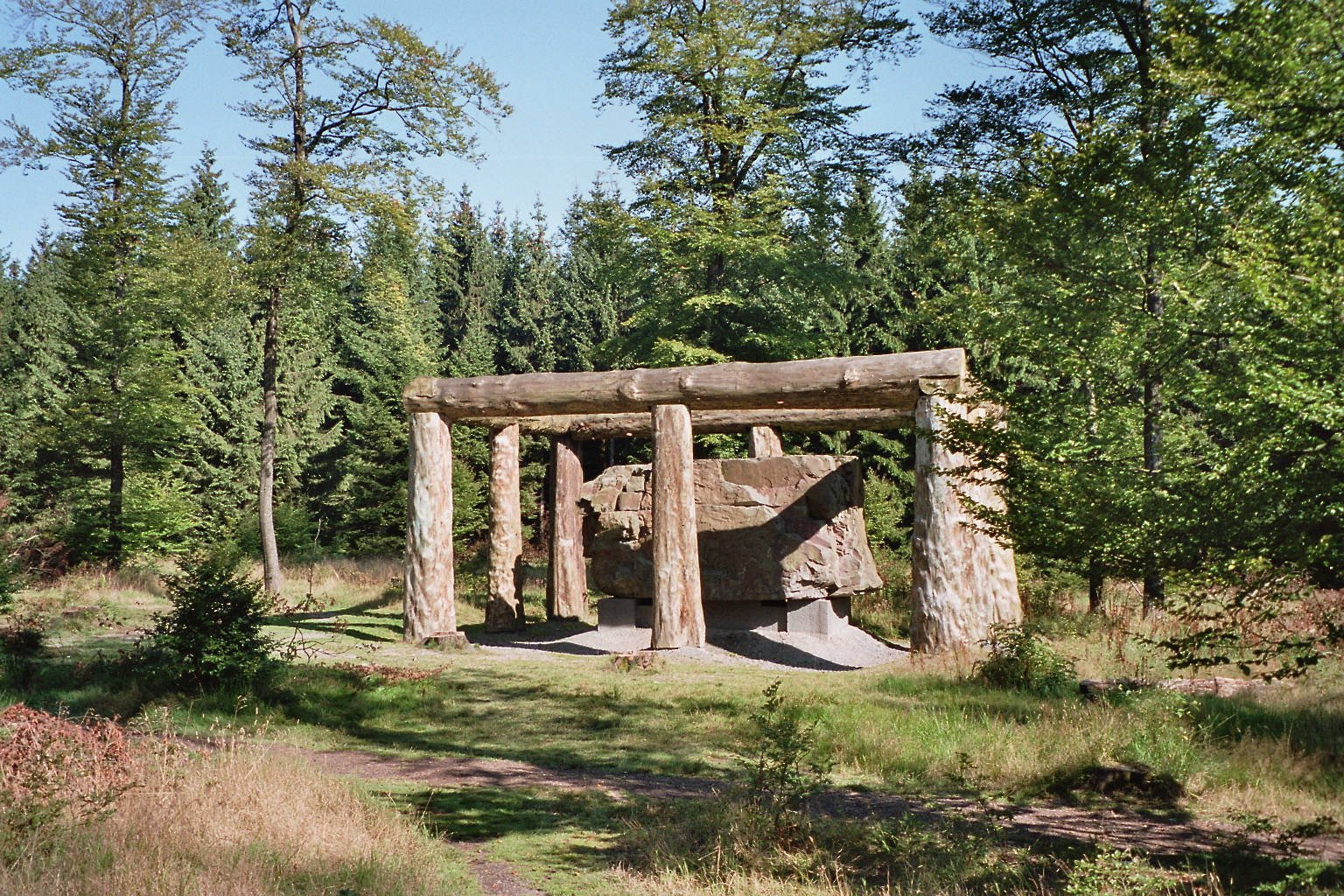
Stein-Zeit-Mensch